# 羅伯·馬里斯
羅伯特·霍華·「羅伯」·馬里斯（英語：Robert Howard "Rob" Marris，1955年4月8日—），英國政治人物，工黨黨員。在2001年至2010年和2015年開始，他擔任西南伍爾弗漢普頓選區選出的英國下議院議員。他曾經是影子財政部金融秘書。